# 加古川線
加古川線（かこがわせん）は、兵庫県加古川市の加古川駅から丹波市の谷川駅に至る西日本旅客鉄道（JR西日本）の鉄道路線（地方交通線）である。
全線を近畿統括本部が管轄している。路線記号は I 。ラインカラーは青緑（■）で、車体色や駅名標でも使用されているが、これは神戸支社が管轄していた時期に、神戸支社によって独自に導入された色であった。2015年3月14日の路線記号導入にあわせて、ラインカラーの拡充が行われた。

## 概要
兵庫県の中央部を流れる加古川に沿って山陽本線と福知山線を結んでいる路線で、播但線と同様に兵庫県内だけで完結するJRの路線である。山陽本線と分岐する加古川駅から厄神駅までは加古川の左岸を通ってから加古川を越え、市場駅から西脇市駅までは加古川の右岸を通ってから再び加古川を越える。
加古川線の前身となる播丹鉄道の建設の動機などから、加古川線には水運による貨物輸送に主眼を置いた駅、つまり元々の集落などからは離れた場所にある駅が目立ち、古くからの沿線住民には不便な側面もあった。さらに西脇市駅（当時は野村駅）から分岐していた鍛冶屋線は野村駅 - 西脇駅間の1駅間は加古川方面からのすべての列車が直通運転しており比較的利用客も多かったが、同線を廃線にしたことも響き、モータリゼーションの進展も相まって加古川線の利用客は減少傾向が続いていた。しかしパークアンドライドの普及や加古川線の電化、さらには山陽本線における新快速の充実に伴い、加古川線を使って山陽本線へと出て神戸市や大阪市などへの通勤輸送が増加してきた。だが、結局のところ、旅客需要が多いのは西脇市駅から山陽本線に出るまでの区間である。

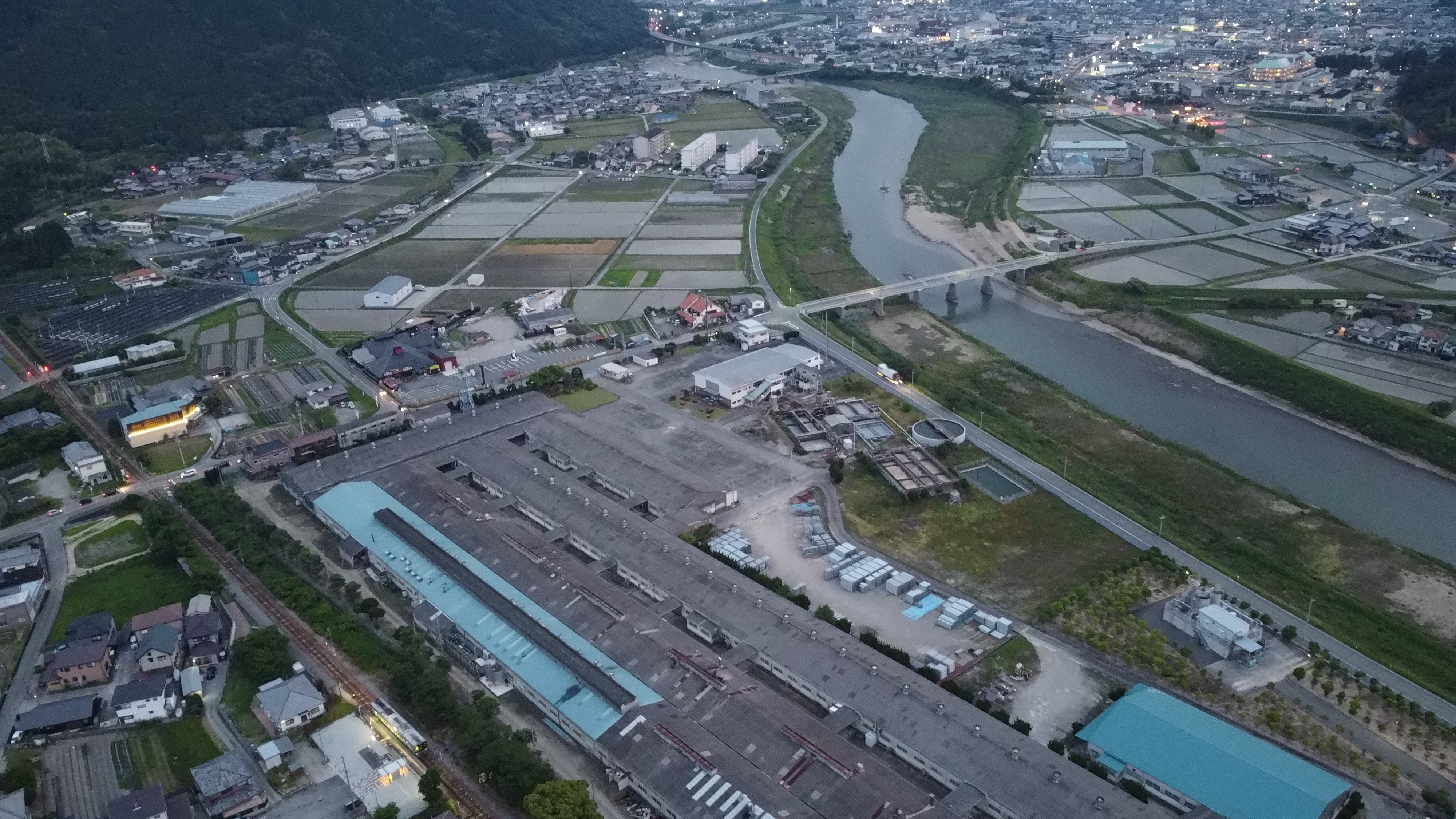
路線名の由来ともなっている加古川と加古川線（比延駅）。水運の貨物輸送に主眼を置いた駅が多いため、住民には不便な側面がある。

1995年に発生した阪神・淡路大震災の際には、地震の被害で寸断された東海道・山陽本線（JR神戸線）の迂回路の役割を果たした。このように非常時の備えとしての意義が再認識された路線でもある。ところが加古川線は単線である上に、当時は非電化だったため、その輸送力には限界があり、加古川線と同じく当時は単線で全線非電化だったものの播但線も迂回路として利用された。この貧弱な輸送力に、非常時の代替線として播但線と加古川線の機能強化を求める声が起きた。播但線は寺前駅以北の勾配区間に狭小トンネルがあるため架線の設置が難しいのに対して、ほぼ平地を走行しトンネルのない加古川線での架線の設置は全線とも比較的簡単であった。そうして、2004年12月19日に加古川線は全線が直流電化され、加古川線は電車のみが運行される路線となり、特に加古川駅 - 厄神駅間では都市近郊型の路線に変化した。こうして2013年4月1日には加古川駅 - 厄神駅間、同年8月10日には厄神駅 - 西脇市駅間が開業100年を迎えた。
起点の加古川駅、終点の谷川駅を除き、加古川線内の有人駅は西脇市駅のみである。
全線が旅客営業規則の定める「大阪近郊区間」に含まれている。2016年3月26日から、ICカード「ICOCA」（およびICOCAと相互利用が可能なICカード）が加古川駅 - 西脇市駅間で使用可能になった。
大雨に弱い路線で、遅延や運休も発生しやすい。また2025年には倒木との接触事故や、酷暑により、レールが歪む事案も発生している。
西脇市駅 - 谷川駅間は、2022年4月11日にJR西日本が公表したローカル線の線区別収支によると、2019年度の輸送密度が1日2000人以下、2017年-2019年の3年間の営業係数が1567と、JR西日本の電化路線・近畿統括本部管内ではワースト1となっており、JR西日本は路線の活性化策などを関係自治体と協議したい考えで、廃線も視野に議論が進む可能性があると報じられている。

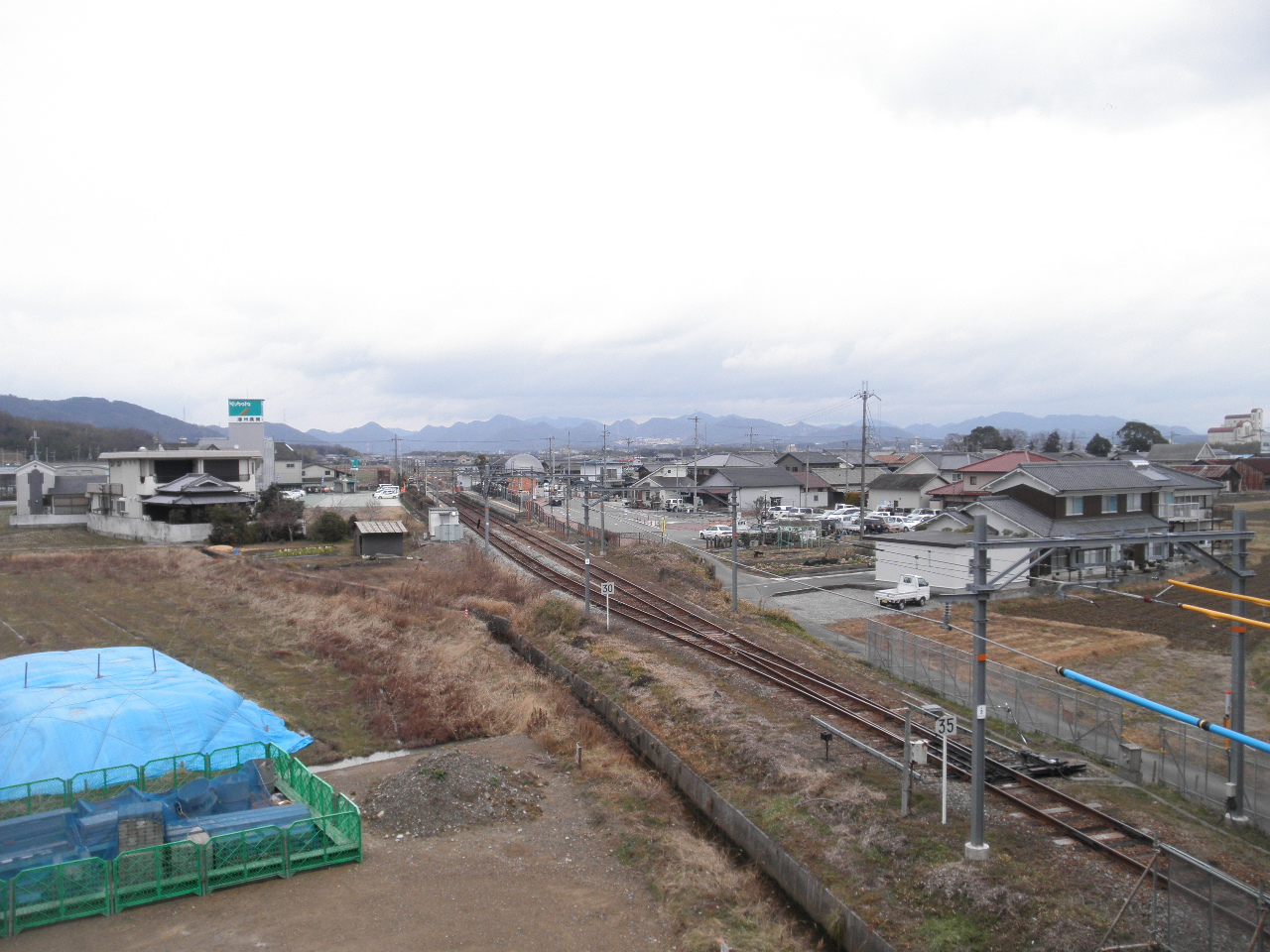
社町駅付近
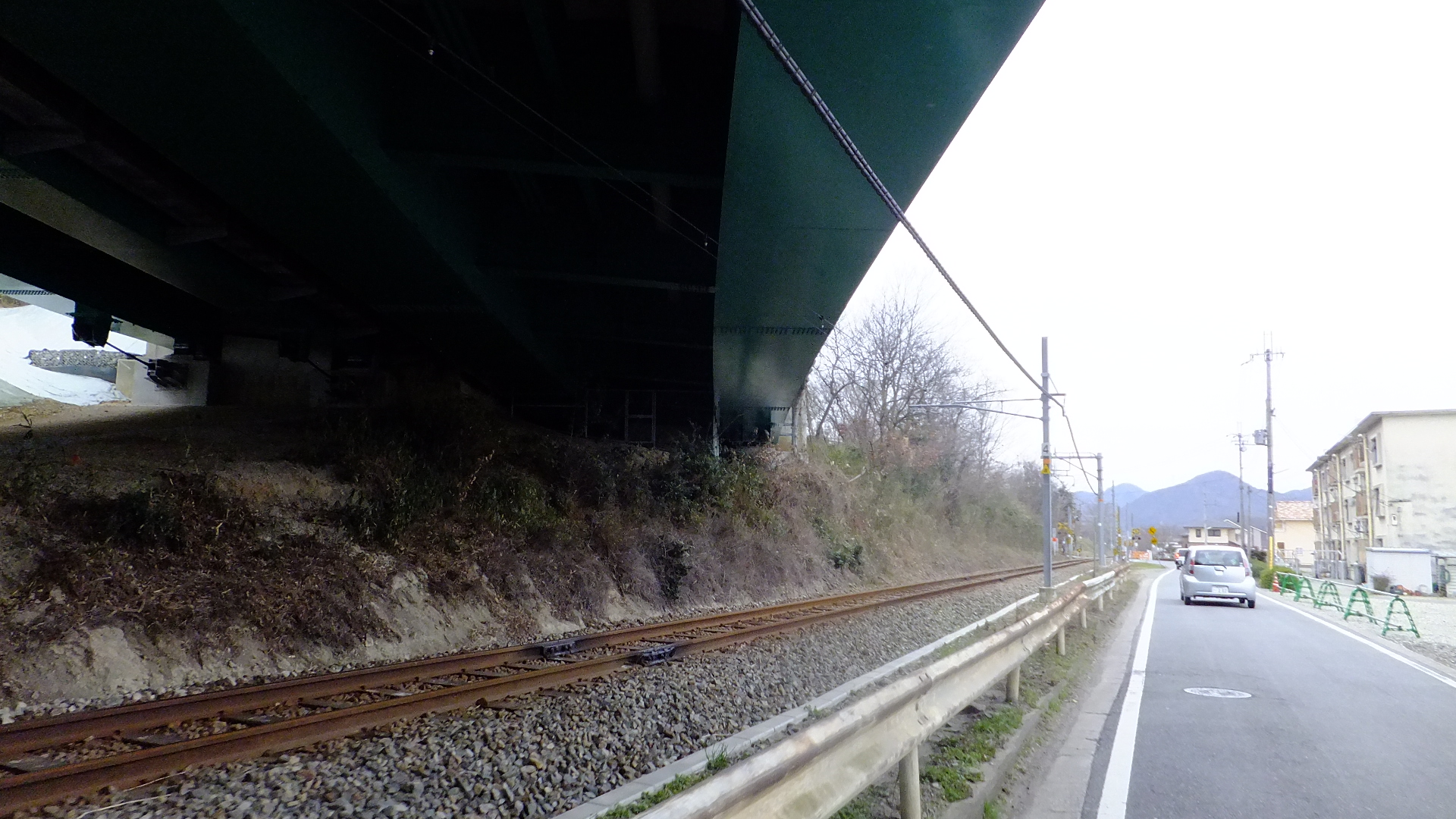
国道175号の高架下を通過する本線路
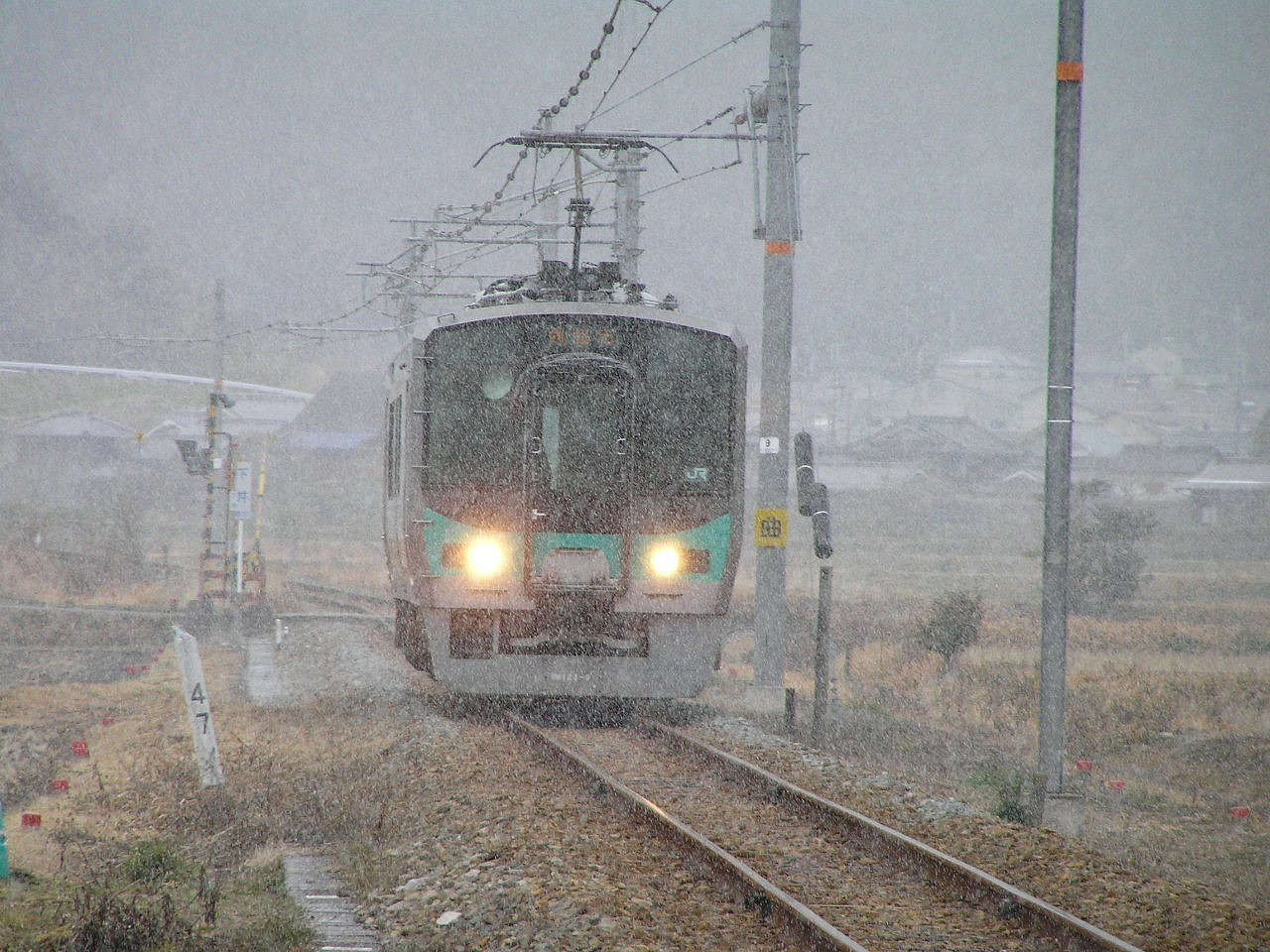
雪の中を走る125系電車（谷川駅 - 久下村駅間）

## 路線データ
- 管轄（事業種別）：西日本旅客鉄道（第一種鉄道事業者）
- 路線距離（営業キロ）：48.5 km
- 軌間：1,067 mm
- 駅数：21（起終点駅含む）
  - 加古川線所属駅に限定した場合、山陽本線所属の加古川駅と福知山線所属の谷川駅が除外され[10]、19駅となる[11]。なお、加古川駅が谷川駅以外のすべての所属駅を管理している。
- 複線区間：なし（全線単線）
- 電化区間：全線（直流1,500 V）
- 閉塞方式：自動閉塞式（特殊）
- 運転指令所：大阪総合指令所加古川支所
- 最高速度：85 km/h
- IC乗車カード対応区間：
  - ICOCAエリア：加古川駅 - 西脇市駅間（PiTaPaポストペイサービス対象区間）

### 平均通過人員
各年度の平均通過人員（人/日）は以下のとおりである。
| 年度                   | 平均通過人員（人/日） | 平均通過人員（人/日） | 平均通過人員（人/日） | 平均通過人員（人/日） | 出典          |
| 年度                   | 全線                  | 加古川 - 厄神         | 厄神 - 西脇市         | 西脇市 - 谷川         | 出典          |
| ---------------------- | --------------------- | --------------------- | --------------------- | --------------------- | ------------- |
| 2013年度（平成25年度） | 2,701                 | 7,520                 | 1,834                 | 1,834                 | [ 12 ]        |
| 2014年度（平成26年度） | 2,665                 | 7,347                 | 1,822                 | 1,822                 | [ 13 ]        |
| 2015年度（平成27年度） | 2,726                 | 7,401                 | 1,884                 | 1,884                 | [ 14 ]        |
| 2016年度（平成28年度） | 2,743                 | 7,451                 | 1,895                 | 1,895                 | [ 15 ]        |
| 2017年度（平成29年度） | 2,755                 | 7,491                 | 1,902                 | 1,902                 | [ 16 ]        |
| 2018年度（平成30年度） | 2,758                 | 7,444                 | 1,914                 | 1,914                 | [ 17 ]        |
| 2019年度（令和元年度） | 2,786                 | 7,492                 | 1,938                 | 321                   | [ 18 ] [ 19 ] |
| 2020年度（令和02年度） | 2,156                 | 5,798                 | 2,435                 | 215                   | [ 20 ]        |
| 2021年度（令和03年度） | 2,286                 | 6,124                 | 2,605                 | 207                   | [ 21 ]        |
| 2022年度（令和04年度） | 2,440                 | 6,505                 | 2,776                 | 237                   | [ 22 ]        |
| 2023年度（令和05年度） | 2,556                 | 6,767                 | 2,904                 | 275                   | [ 23 ]        |
| 2024年度（令和06年度） | 2,598                 | 6,781                 | 2,972                 | 293                   | [ 24 ]        |

### 収支・営業系数
2019年度（令和元年度）の平均通過人員が2,000人/日未満の線区（西脇市駅 - 谷川駅間）における各3か年平均の収支（運輸収入、営業費用、営業損益）、営業係数、収支率は以下のとおりである。▲はマイナスを意味する。
| 年度                                       | 収支（億円） | 収支（億円） | 収支（億円） | 営業 係数 （円） | 収支率 | 出典   |
| 年度                                       | 運輸 収入    | 営業 費用    | 営業 損益    | 営業 係数 （円） | 収支率 | 出典   |
| ------------------------------------------ | ------------ | ------------ | ------------ | ---------------- | ------ | ------ |
| 2017 - 2019年度（平成29 - 令和元年度）平均 | 0.2          | 2.9          | ▲2.7         | 1,567            | 6.4%   | [ 19 ] |
| 2018 - 2020年度（平成30 - 令和2年度）平均  | 0.2          | 2.8          | ▲2.6         | 1,745            | 5.7%   | [ 19 ] |
| 2019 - 2021年度（令和元 - 3年度）平均      | 0.1          | 2.8          | ▲2.6         | 2,038            | 4.9%   | [ 25 ] |
| 2020 - 2022年度（令和2 - 4年度）平均       | 0.1          | 2.7          | ▲2.6         | 2,244            | 4.5%   | [ 26 ] |
| 2021 - 2023年度（令和3 - 5年度）平均       | 0.1          | 2.6          | ▲2.5         | 1,894            | 5.3%   | [ 27 ] |

## 運行形態

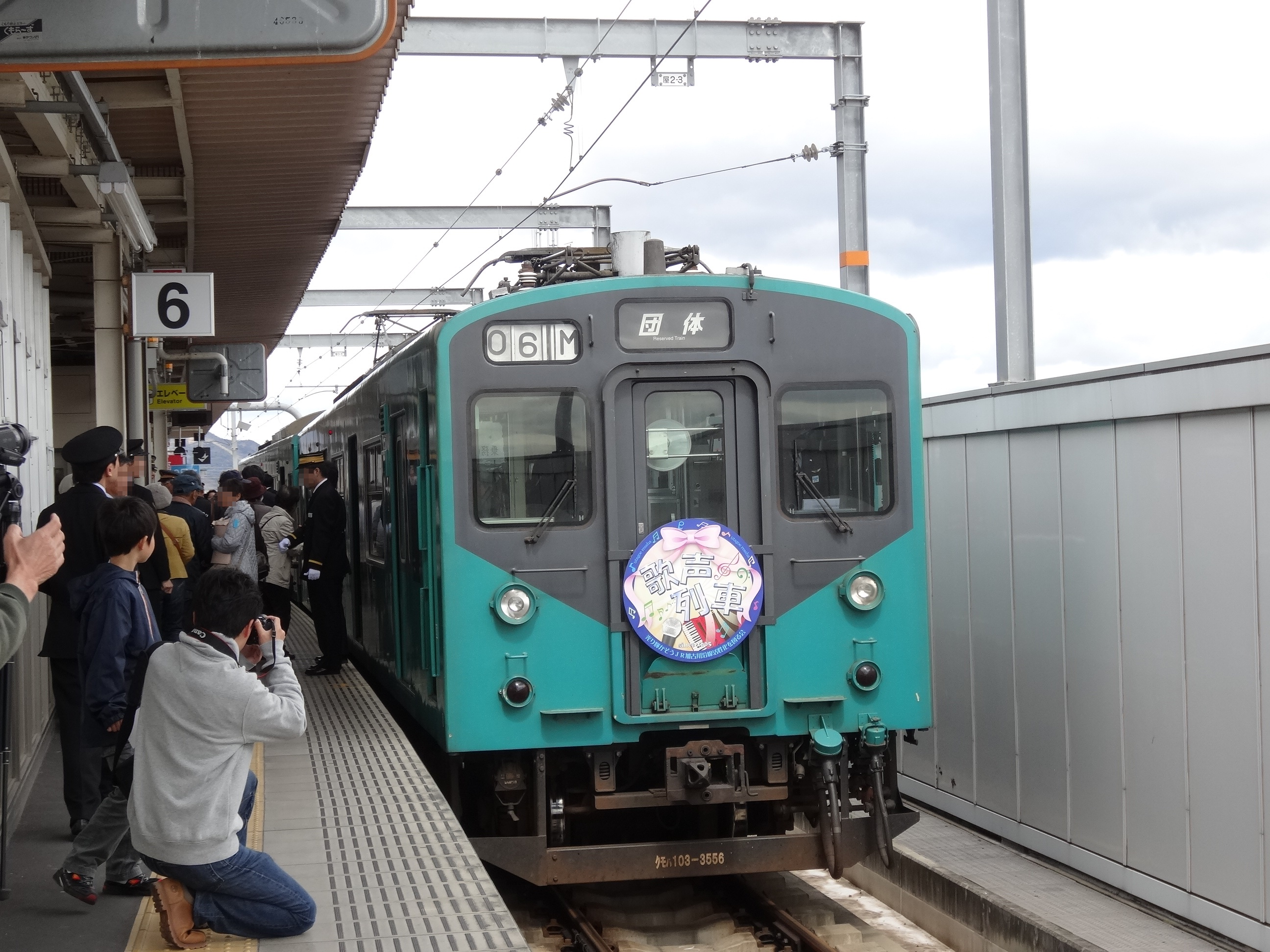
歌声列車

2022年4月現在、全線を通して運転される列車は1往復のみで、厄神駅・西脇市駅で運転系統が分かれている。ただし、全線を直通する列車も西脇市駅で列車番号が変わる。全列車が全線でワンマン運転を行うが、加古川駅 - 西脇市駅間は乗務員が運賃収受を行わない都市型ワンマンとなっている。全列車ともドアは半自動となっている。
加古川駅 - 西脇市駅間の列車が1時間に1本、加古川駅 - 厄神駅間の列車が日中の閑散時間帯を除いて1時間に1本、西脇市駅 - 谷川駅間の列車が2 - 3時間に1本運行されている。平日朝夕の通勤時間帯は加古川駅 - 粟生駅間の区間列車も設定されている。
列車交換は、主に神野駅・粟生駅で実施されるが、運行本数の多い時間帯では厄神駅・社町駅などでも行われる。
2010年度までは4・8・12月以外の第4土曜日に保守工事のため厄神駅 - 谷川駅間で日中の列車が運休していたが、2011年度からは日中の運休時間帯を設けなくなった。その反面、保守労力軽減のため、狭隘な箇所は25 km/hの速度制限が、日本へそ公園駅 - 黒田庄駅間などで実施されている。
年に数回、貸切列車として車内で生バンド演奏に合わせて童謡や唱歌などを乗客が合唱する「歌声列車」が運転されている。

## 阪神・淡路大震災の迂回路として
1995年1月17日に発生した阪神・淡路大震災では、JR神戸線が寸断され、播但線と共に迂回路線として非常に重要な役割を果たした。
加古川線は播但線よりも迂回距離・所要時間も短いが、ワンマン運転が主体の線区で列車の行き違いのため編成両数が制限されること、および谷川駅の福知山線と加古川線を結ぶ構内配線が非常用の分岐器しかないことから福知山線への直通運転ができず、線内列車の増発および増結で対応した。加古川線では西脇市駅で運行形態が分かれており、西脇市駅で乗り換えが必要であったが、乗り換えを解消して直通列車を設定し、震災前に9本しかなかった直通列車は同年2月6日には45本に増加し、ほとんどの列車で直通運転が行われた。また加古川駅 - 谷川駅間で快速も運転された。

## 使用車両
現在使用されている車両はすべて電車で、網干総合車両所明石支所加古川派出所に所属する125系および103系（3550番台）で運転されている。
加古川駅 - 西脇市駅間では103系が主力として運用されており、西脇市駅 - 谷川駅間では125系が全列車を担当している。ただし、125系が検査などの場合には、103系が代走することがある。多くの場合、103系は2両編成、125系は1両編成で運用されているが、平日朝ラッシュには125系の3両編成で運行される列車がある。かつては103系4両で運転される列車も存在したが、2022年3月ダイヤ改正をもって設定がなくなった。

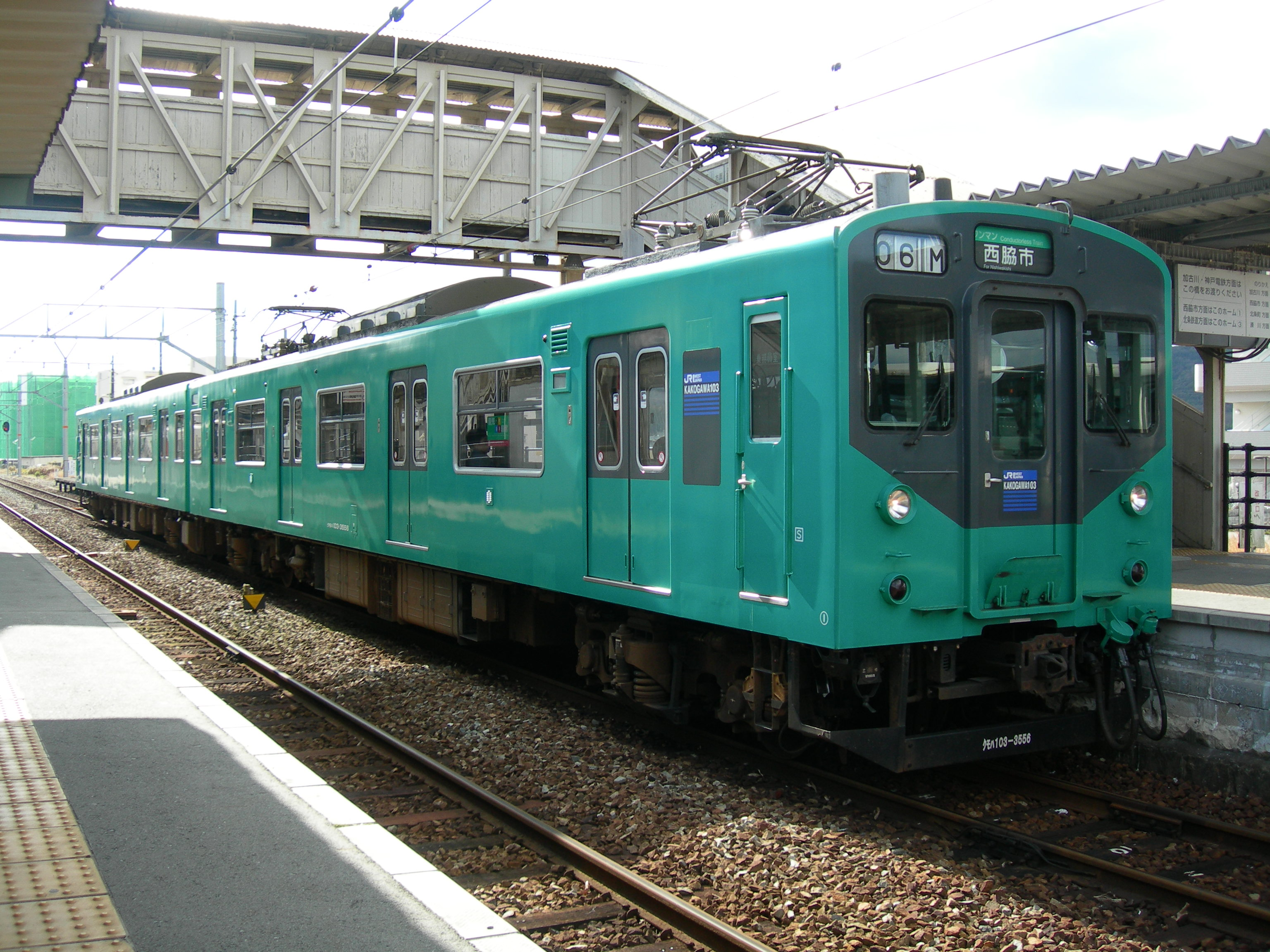
103系3550番台
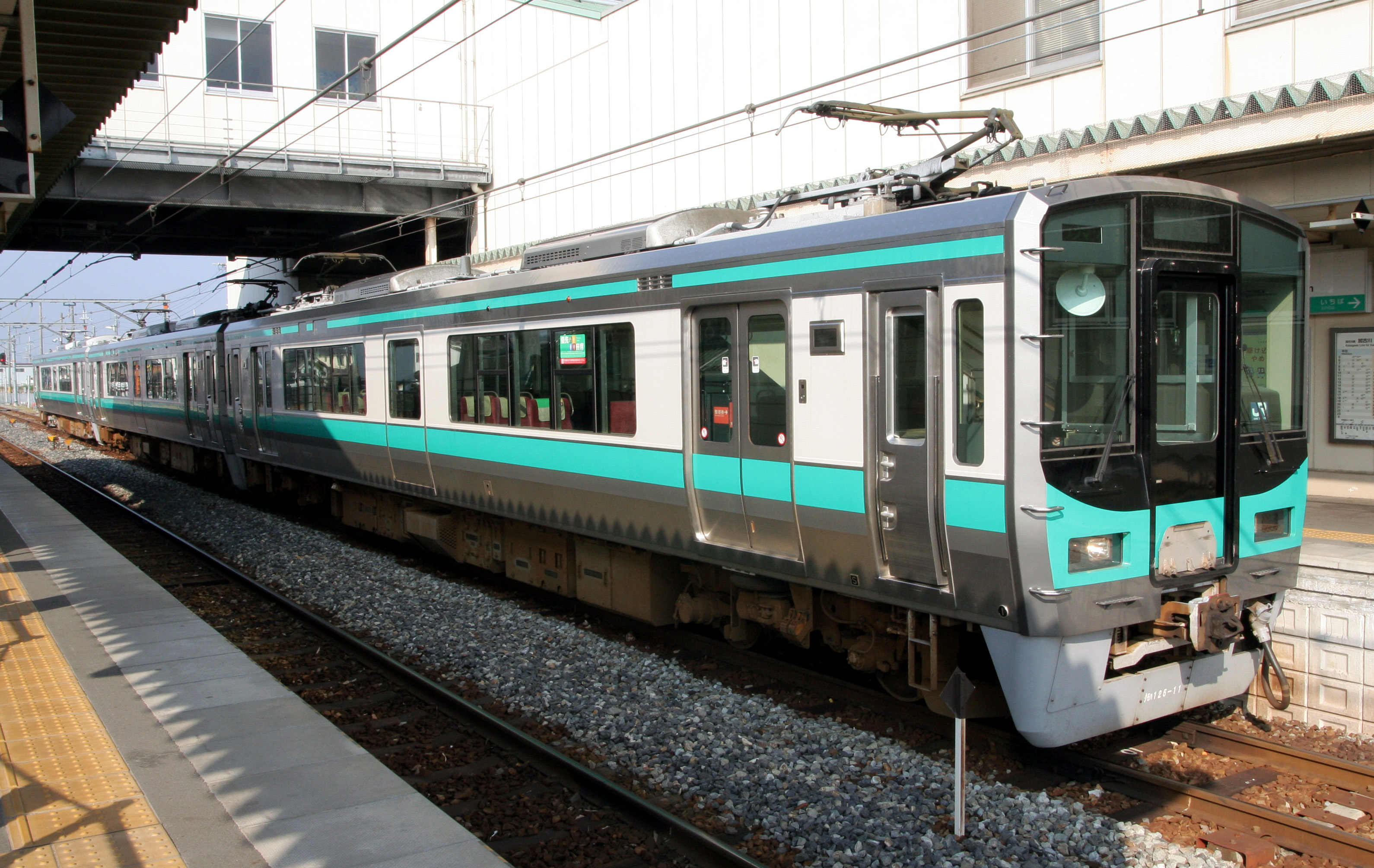
125系

### 横尾忠則のラッピング電車

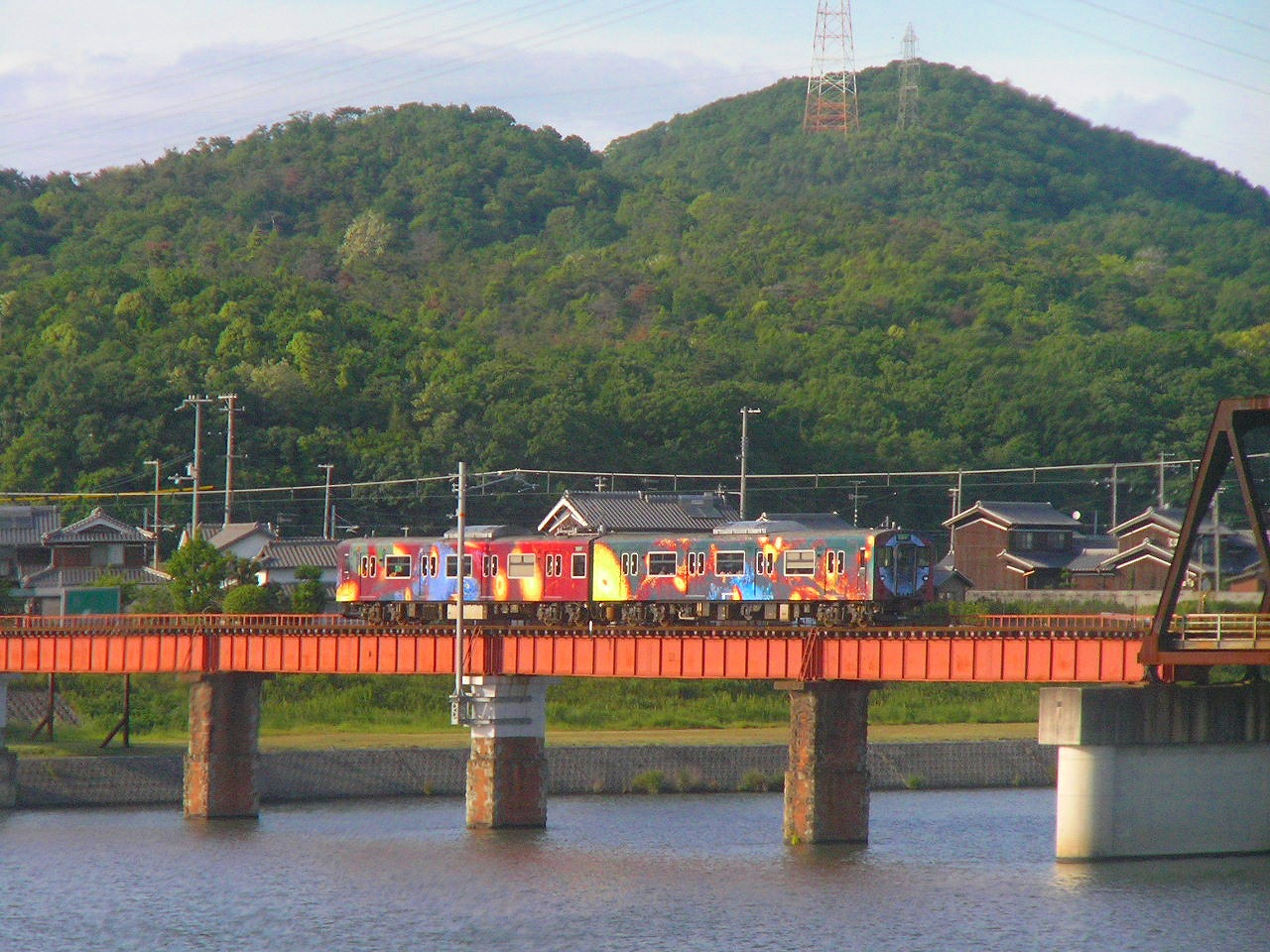
加古川橋梁を渡る横尾忠則デザインのラッピング電車（2008年5月11日）

2004年12月19日の電化時から、103系に横尾忠則がデザインしたラッピング電車が運行され、2007年6月には4本目のラッピング電車の運行も開始された。しかし、2011年5月15日から車両の全般検査のため順次運行を終了し、2012年11月18日を以って運行を終了した。各編成の運転期間とテーマは次の通り。
- 眼のある電車「見る見る速い」：2004年12月19日 - 2011年5月15日
- 「銀河の旅」：2005年12月18日 - 2011年6月19日 …電化1周年記念
- 「滝の音、電車の音」：2006年3月12日 - 2011年10月10日 …加東市発足記念
- 「走れ!Y字路」：2007年6月10日 - 2012年11月18日 …西脇市の夜のY字路がモデル

現車に施された4種類のラッピング以外にさらに2種類ラッピング案が存在していたが、諸般の事情により採用されなかった。

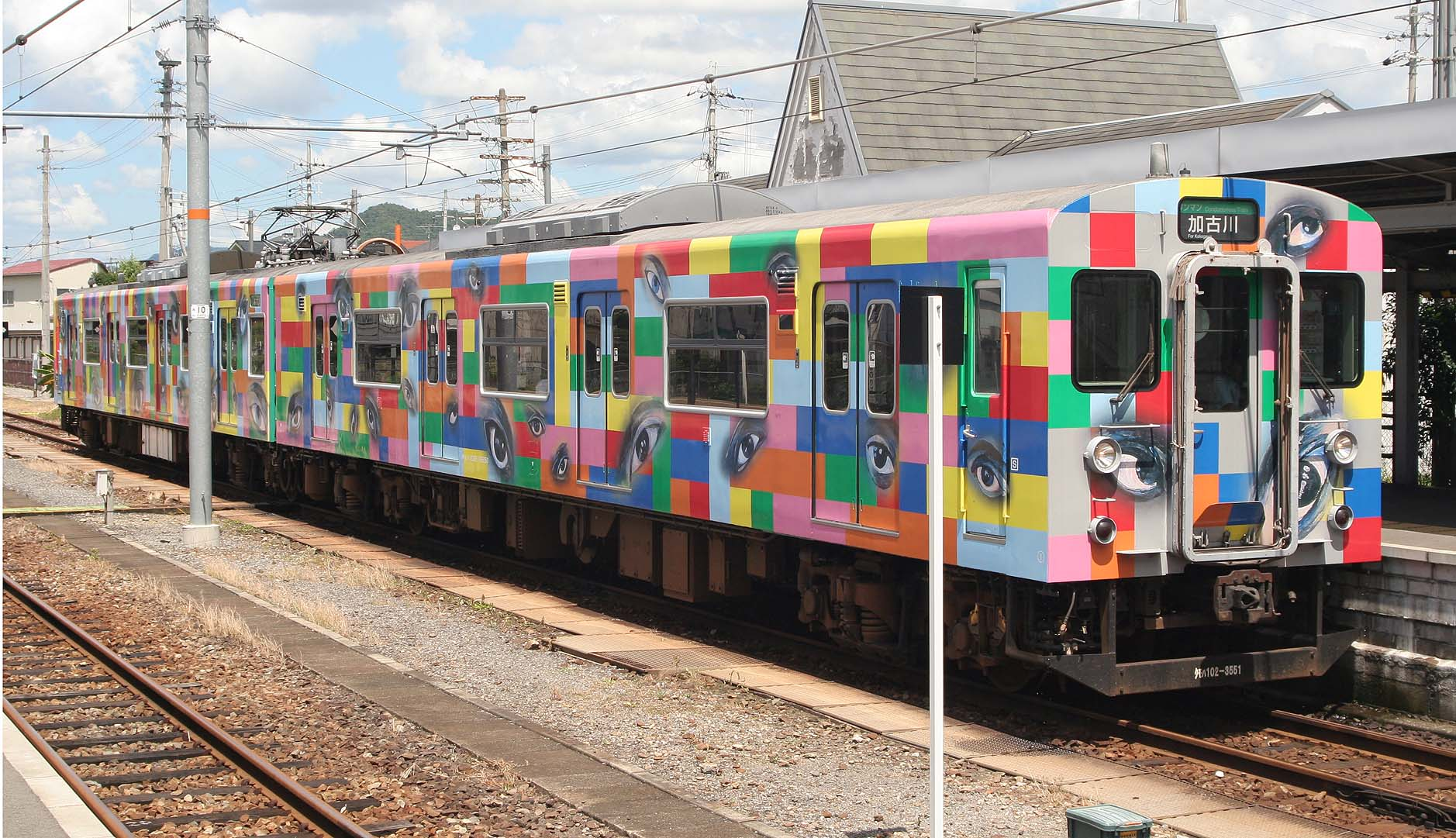
「眼（め）のある電車」
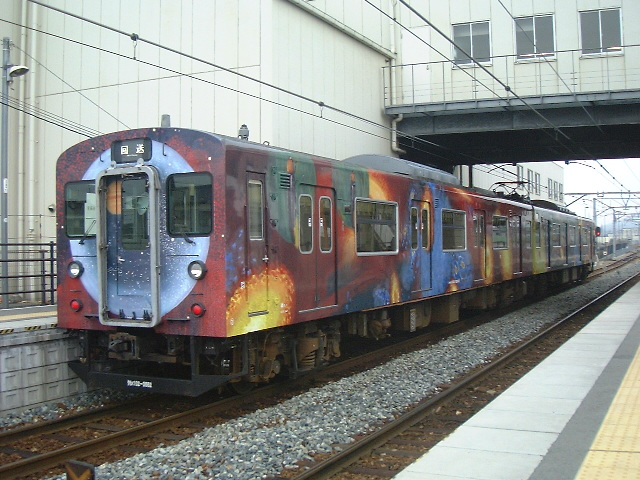
「銀河の旅」

### 過去の車両
加古川機関区所属のキハ20形などの気動車が使用されるとともに、同区所属のC12形蒸気機関車を牽引機として貨物列車が運行された。蒸気機関車は1972年3月で運用を終了した。
蒸気機関車の運用終了後、キハ37形やキハ30・35形、キハ23形が投入された。国鉄分割民営化直前には、車両転属により加古川気動車区から姫路機関区へ籍を移している。キハ20形は分割民営化後は野村駅（現・西脇市駅） - 谷川駅間での運用が基本となった。
分割民営化直後からキハ40・47形が転入し、1990年5月31日をもってキハ20形・キハ23形・キハ30形・キハ35形は運用を終了した。なお、キハ35形については山陽本線兵庫駅 - 和田岬駅間（和田岬線）の専用車両に改造された。1998年10月ダイヤ改正にてキハ37形が運用を離脱した後は、キハ40・47形のみが運用されていた。1999年からは、一部の車両に延命N40工事を施行されたが、2004年12月に加古川線が電化されたため、キハ40・47形は岡山・富山・後藤・豊岡へそれぞれ転属し、当路線からは気動車が姿を消した。
1989年にワンマン運転を開始した当初は、ワンマン運転対応車は非対応車と区別するため全ての扉をオレンジに塗装していた。
電化直前となる、2004年3月ダイヤ改正時点での車両配置と運用は、キハ40形が8両（2027・2078・2083・2084・2090・2092・2133・2134）、キハ47形が10両（27・36・66・138・140・1016・1028・1092・1133・1134）が配置され、キハ40形は全線で、キハ47形は加古川 - 西脇市間で2両（加古川寄りに1000番台、谷川寄りに0番台）で運用された。これらを組み合わせて1 - 4両まで組成されたが、全列車ワンマン運転とされた。

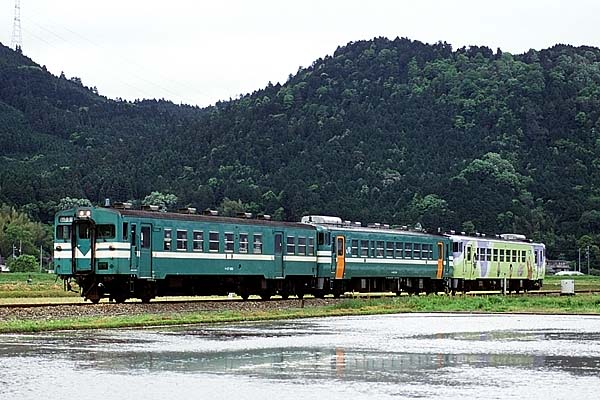
加古川線で使用されていたキハ37形とキハ40形
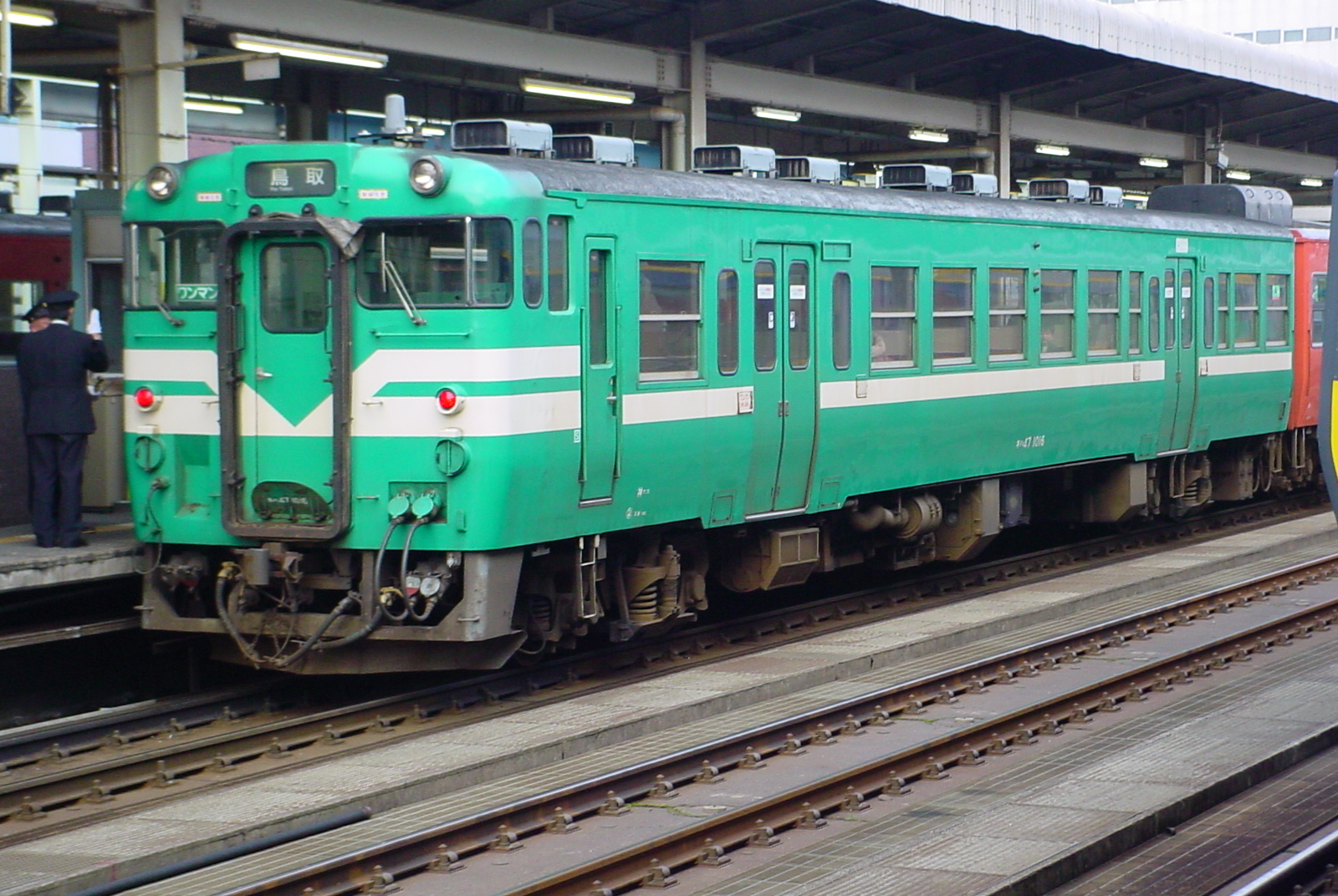
加古川線塗装のまま山陰本線で運用されているキハ47（キハ47 1016 山陰本線鳥取駅）
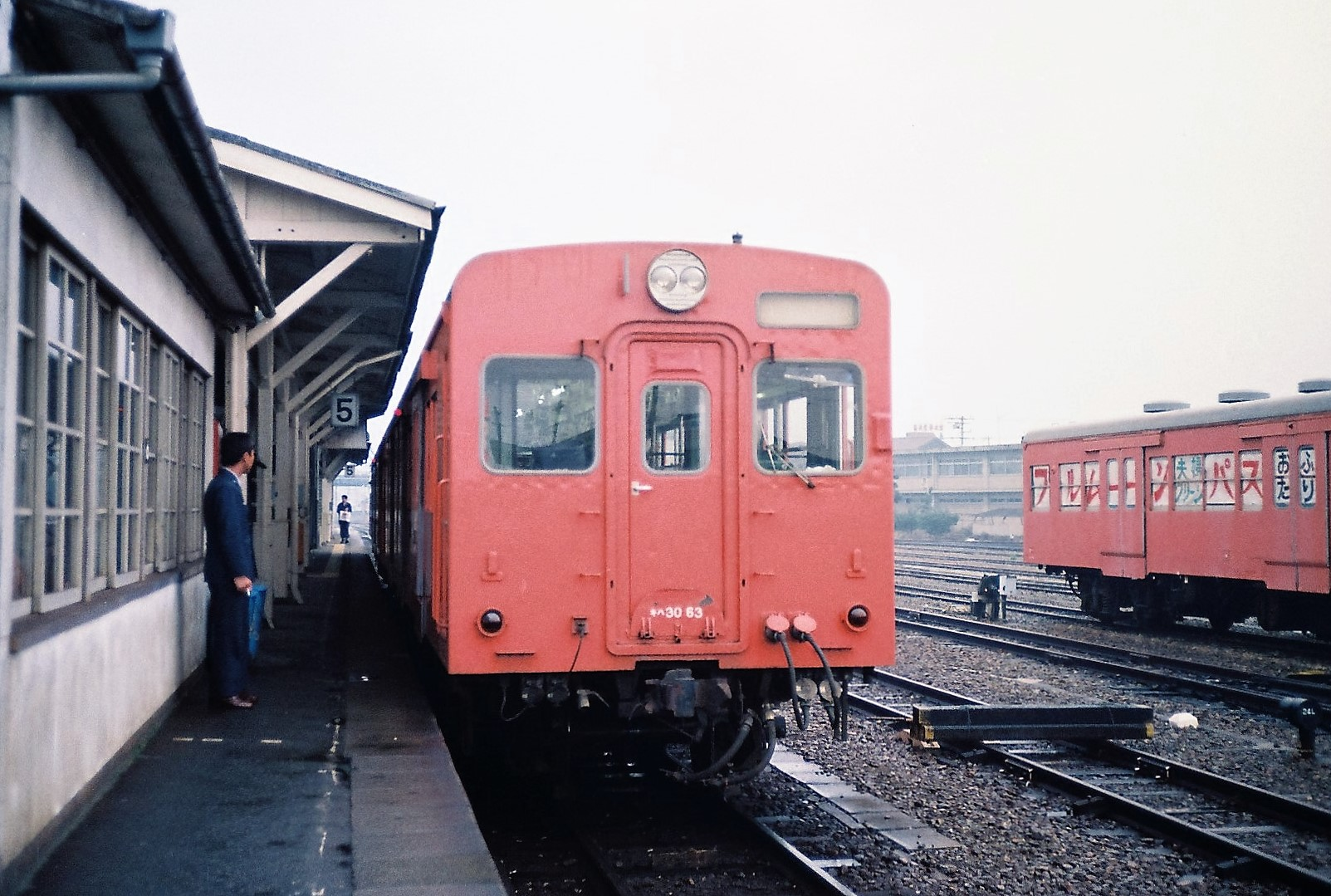
加古川線で使用されていたキハ30形
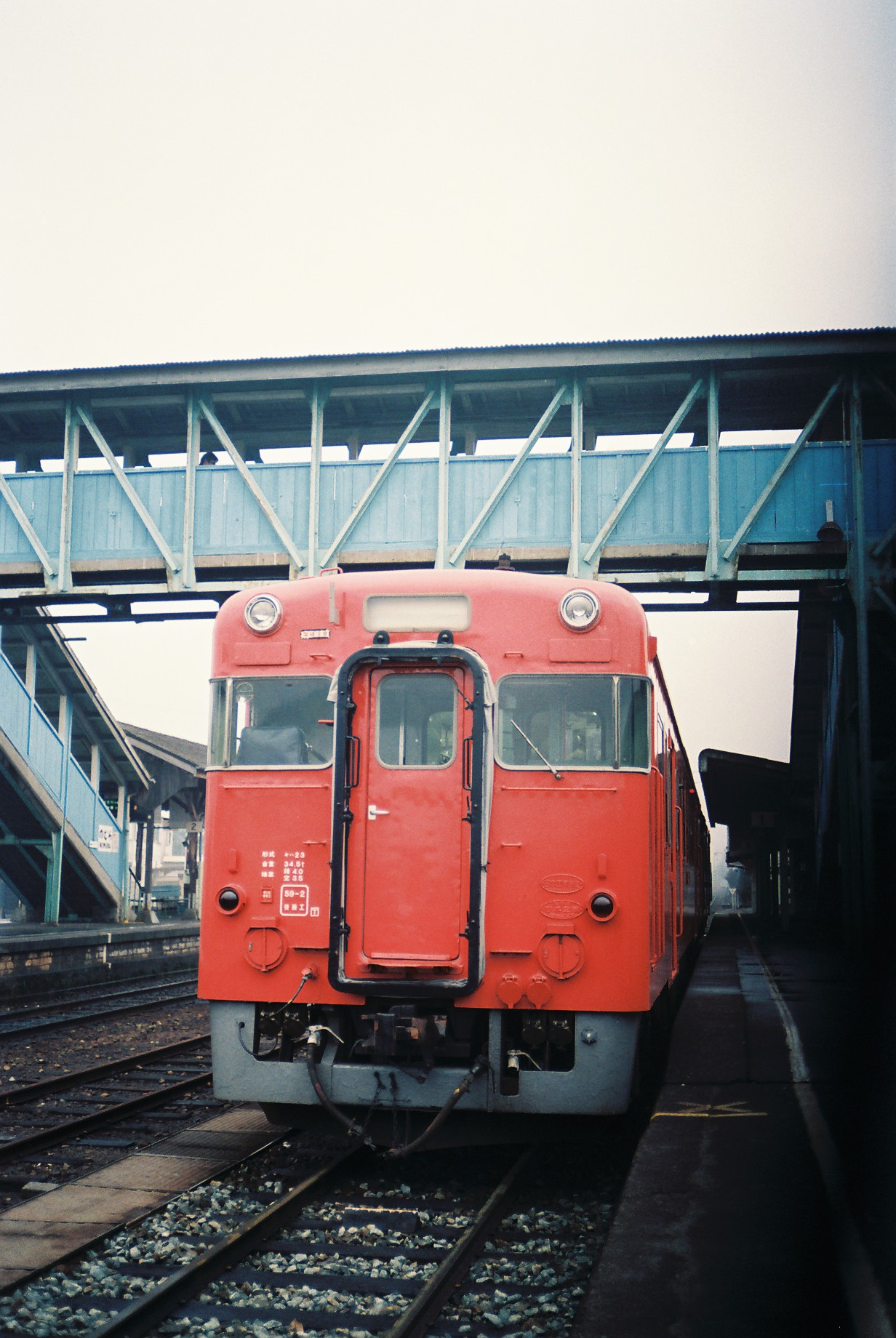
加古川線で使用されていたキハ23形

### 全国公募によるイラスト列車
1998年10月には、イラスト列車が運行された。車体のイラストは全国公募により2作品が選ばれ、川魚やトンボをデザインした車両を「せいりゅう号」（キハ40 2134）、恐竜の親子をデザインした車両を「きょうりゅう号」（キハ40 2133）と名付けた。「せいりゅう号」は兵庫県加古川市在住の米田昌広、「きょうりゅう号」は東京都八王子市在住の主婦のデザインだった。その後、約5年間運行されたが、2003年7月に「せいりゅう号」、同年11月に「きょうりゅう号」が元の塗色に戻されイラスト列車は姿を消した。

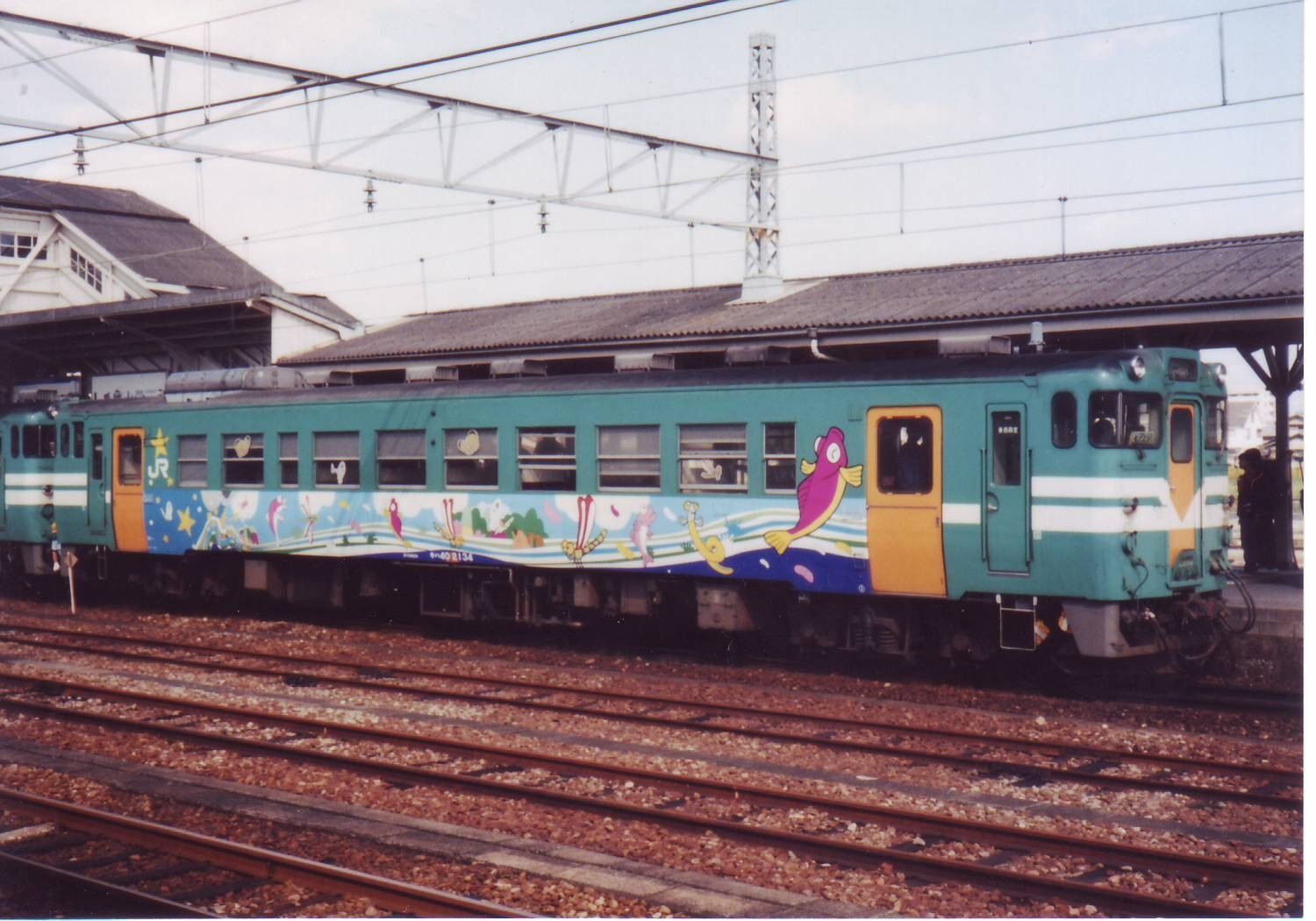
イラスト列車せいりゅう号（加古川駅）
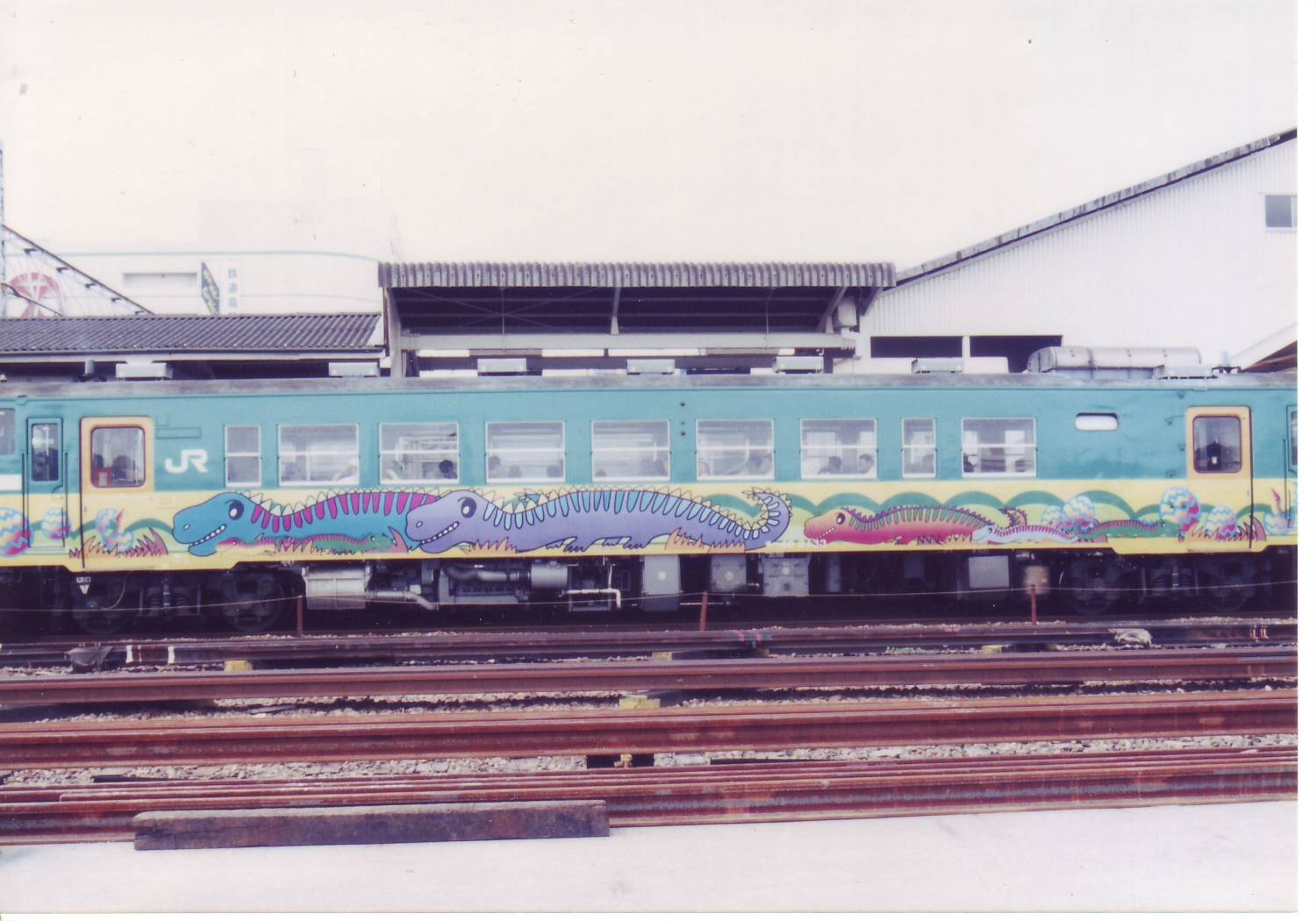
イラスト列車きょうりゅう号（加古川駅）

## 歴史
加古川水系の舟運を代替する目的で設立された播州鉄道と、その路線を譲り受けた播丹鉄道（播但線の前身である播但鉄道とは別）が開業させた路線を、戦時買収したものである。そのため、同じ播丹鉄道に属していた支線の高砂線・三木線・北条線、鍛冶屋線とは密接な関係があり、高砂線を除いてほぼ一体となった運行形態であったが、それらすべてが特定地方交通線として廃止となり、第三セクター鉄道やバス路線に転換され、本路線のみがJR線として残っている。
播州鉄道は加古川およびその支流で行われていた舟運を鉄道に代替する目的で路線を敷設したため、加古川線の各駅は物流拠点付近に設置されており、集落から離れた場所であることが多い。旅客の流動に合わない路線設定ゆえに旅客需要は伸び悩んでおり、各支線への直通列車も多かったが乗客は少なかった。ただし西脇市については、鍛冶屋線西脇駅が中心市街地至近に立地していたため同駅の利用は多く、加古川線の多くの列車が鍛冶屋線へ直通しており、西脇駅発着で運行されていた。
前述の国鉄の特定地方交通線の廃止・転換の結果、各支線との直通がなくなり、また実質的な本線区間であり需要の大きかった鍛冶屋線野村駅（現在の西脇市駅） - 西脇駅間も失ったことから利用者は減り続けた。民営化後には通勤利用を狙って朝ラッシュ時間帯に加古川行きの快速列車を設定したりとテコ入れがなされたものの充分な効果が得られず、その快速列車も数年で運行が中止されるなど明るい話題に乏しかった（快速列車自体は、国鉄時代にも需要の少ない駅を通過する形態で日中に運行されていた）。さらには大阪・神戸方面への需要に対しては、直通列車がないこともあり西脇市内や滝野・社地区の市街側から発着する高速バス（大阪駅発着の中国ハイウェイバスと三宮駅発着の西脇方面の急行バス）に圧倒されていた。
1995年の阪神・淡路大震災の際には、播但線などとともに寸断された山陽本線の迂回路の役割を果たした。谷川駅の1日の乗り換え客が8,500人に達するほどであったという。しかし単線非電化であったことから迂回路としての機能強化を求める声が起き、2001年10月16日には、加古川線電化を行うことがJR西日本から発表された。2004年12月19日には全線が電化され、125系や103系電車が走るようになった。総事業費は約60億円で、うち45億円をJR西日本や兵庫県などの沿線自治体が負担し、残る15億円を沿線地域での募金などにより民間が負担した。

### 年表

#### 播州鉄道・播丹鉄道
- 1913年（大正2年）
  - 4月1日：播州鉄道 加古川町駅 - 国包駅（初代、現在の厄神駅）間（4.7M≒7.56km）開業。加古川町駅・日岡駅・神野停留場・国包駅が開業[45]。
  - 8月10日：国包駅 - （野村） - 西脇駅間延伸開業。国包駅 - 野村駅（この時点では未開業）間は14.8M（≒23.82km）。現在の加古川線にあたる区間に市場停留場・小野町駅・粟生駅・河合西停留場・大門口駅（現在の青野ケ原駅）・社口駅（現在の社町駅）・仮滝野駅（現在の滝駅）が開業[46]。
  - 8月28日：仮滝野駅が停留所に変更され、滝停留場に改称[47]。
  - 9月1日：滝野駅が開業[48]。
  - 10月22日：野村駅（現在の西脇市駅）が開業[49]。
  - 11月10日：市場停留場が駅に変更。
- 1914年（大正3年）
  - 1月1日：滝停留場の営業が休止。
  - 5月1日：滝停留場の営業が再開。
- 1915年（大正4年）5月14日：加古川町駅が国有鉄道加古川駅に統合（公示日）。
- 1916年（大正5年）
  - 2月4日：粟島停留場が開業[50]。
  - 10月6日：河合西停留場が駅に変更。
  - 10月21日：播鉄中津停留場・釣橋駅が開業[51]。
  - 11月22日：国包駅（初代）が厄神駅に、大門口駅が播鉄大門駅に、社口駅が播鉄社駅に、滝野駅が播鉄滝野駅に改称[52]。
- 1921年（大正10年）5月9日：播鉄中津停留場・粟島停留場が休止。釣橋駅の旅客営業が廃止され、貨物駅になる。滝停留場が臨時停留場に変更[53]。
- 1923年（大正12年）12月21日：播丹鉄道に譲渡[54]。
- 1924年（大正13年）12月27日：野村駅 - 谷川駅間（10.7M≒17.22km）が延伸開業し、現在の加古川線が全通。比延駅・黒田庄駅・本黒田駅・船町口停留場・久下村駅が開業[55]。
- 1925年（大正14年）
  - 4月28日：河合西駅が停留場に変更。
  - 10月1日：新西脇停留場が開業。
- 1926年（大正15年）10月21日：喜多駅が開業[56]。
- 1929年（昭和4年）8月23日：神野停留場が駅に変更。
- 1930年（昭和5年）4月1日：営業距離をマイル表記からメートル表記に変更（30.2M→48.8km）。
- 1931年（昭和6年）2月9日：釣橋駅が停留場に変更。
- 1934年（昭和9年）4月5日：休止中の播鉄中津停留場・粟島停留場が廃止。
- 1937年（昭和12年）3月24日：釣橋停留場が駅に変更。

#### 国有化後
- 1943年（昭和18年）6月1日：播丹鉄道が国有化され、加古川線となる[57]。全線改キロ、0.3km短縮。停留場・臨時停留場が駅に変更。播鉄大門駅が青野ケ原駅に、播鉄社駅が社町駅に、播鉄滝野駅が滝野駅に改称。釣橋駅・喜多駅が廃止。
- 1958年（昭和33年）
  - 6月10日：全列車が気動車に統一[58]。
  - 11月1日：経営改善を目的に、加古川線管理所を設置[59]。
- 1970年（昭和45年）4月1日：加古川線管理所を廃止[59]。
- 1972年（昭和47年）3月15日：蒸気機関車が廃止され無煙化。
- 1985年（昭和60年）7月15日：臨時駅として日本へそ公園駅が開業。
- 1986年（昭和61年）11月1日：貨物営業が廃止。

#### 西日本旅客鉄道
- 1987年（昭和62年）

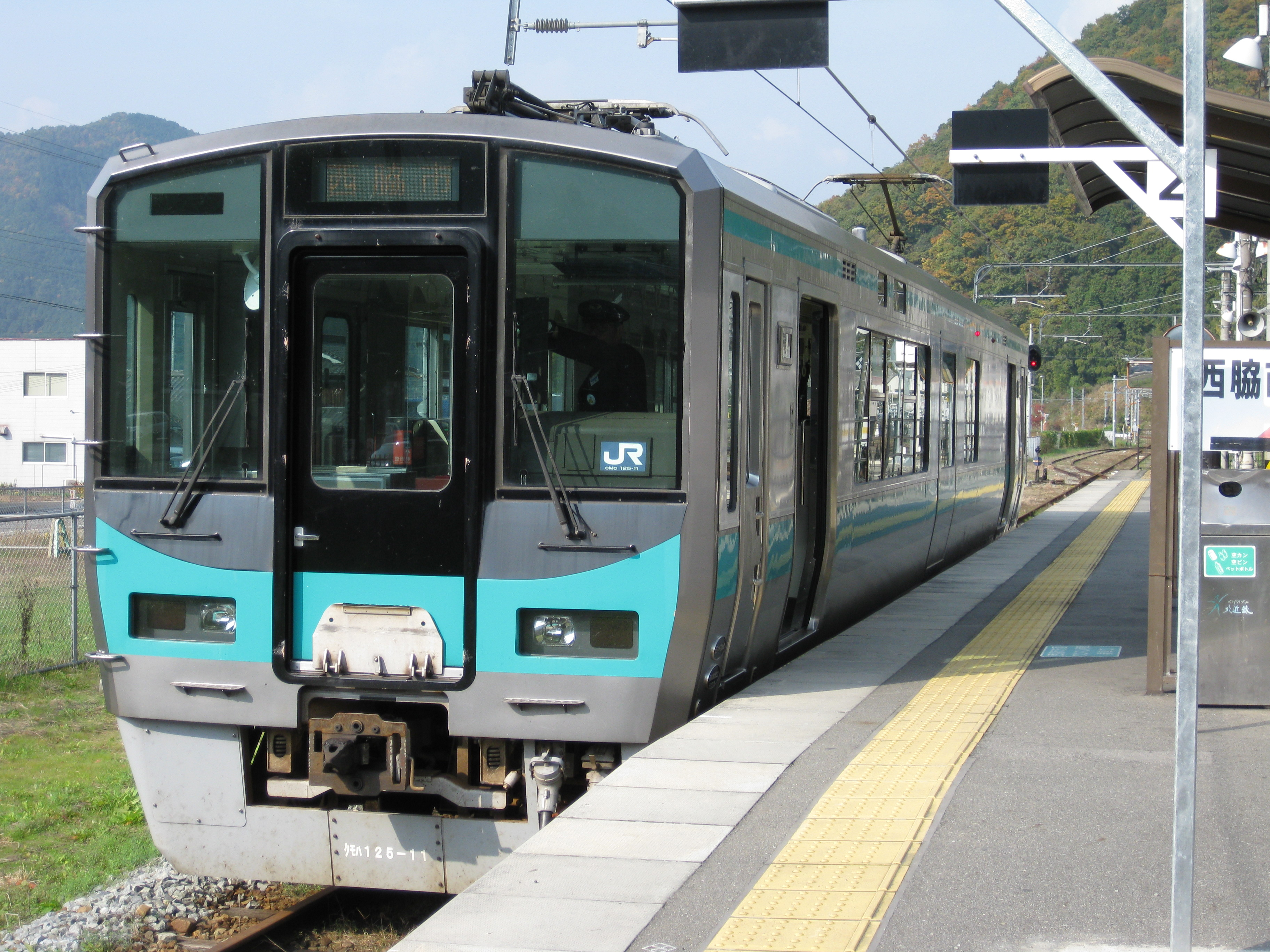
電化後加古川線を走っている車両（クモハ125 11、谷川駅）

  - 4月1日：国鉄分割民営化により西日本旅客鉄道が承継。
  - 12月23日：日本へそ公園駅が通年営業化。
- 1989年（平成元年）8月1日：野村駅 - 谷川駅間でワンマン運転開始[60][61]。
- 1990年（平成2年）
  - 4月1日：鍛冶屋線廃止に伴い、野村駅が西脇市駅に改称[62]。
  - 6月1日：鉄道部制度に伴い、第1次鉄道部として加古川鉄道部が発足し、当路線を管轄。加古川駅 - 西脇市駅間でワンマン運転開始[60][63]。
  - 10月1日：閉塞方式をタブレット閉塞から特殊自動閉塞（電子符号照査式）に変更[34]。
- 1999年（平成11年）8月 - 2001年3月：日岡駅 - 厄神駅間においてバリス式列車検知形閉塞装置 (COMBAT) の試験を実施。
- 2001年（平成13年）3月3日：運行本数の削減および保守工事による列車運休が導入。これにより西脇市駅 - 谷川駅間の運行本数が10本未満になる。
- 2002年（平成14年）3月2日：電化工事に着手[43]。
- 2004年（平成16年）
  - 4月：閉塞方式を特殊自動閉塞（電子符号照査式）から単線自動閉塞に変更[38]。
  - 12月19日：全線が電化。同時に加古川駅 - 日岡駅間0.9 kmおよび加古川駅が高架化。
- 2009年（平成21年）7月1日：加古川鉄道部が廃止され、神戸支社が当路線を直轄[64][65]。谷川駅を除く各駅は加古川駅の管理下となる[65]。
- 2010年（平成22年）12月1日：組織改正により、神戸支社が管轄していた区間が近畿統括本部の管轄に変更[66][67]。
- 2011年（平成23年）4月1日：保守工事による列車運休が中止。
- 2013年（平成25年）4月7日：加古川駅で、加古川線開業100周年記念出発式を開催[68]。
- 2015年（平成27年）3月14日：路線記号の本格導入開始、および、当路線のラインカラーを正式に設定[4]。
- 2016年（平成28年）3月26日：加古川駅 - 西脇市駅間でICOCAが利用可能になる[5] 。
- 2025年（令和7年）4月13日 - 10月13日：大阪・関西万博期間中の西脇市駅 - 谷川駅間における利用増加実証実験として、1日2往復（上下各2本）が増発（予定）[69]。

## 駅一覧
- 全列車普通列車（全駅に停車）
- 線路（全線単線） … ◇・∨：列車交換可能、｜：列車交換不可
- 全駅兵庫県内に所在

| 駅名           | 営業キロ | 営業キロ | 接続路線                                      | 線路 | 所在地   |
| 駅名           | 駅間     | 累計     | 接続路線                                      | 線路 | 所在地   |
| -------------- | -------- | -------- | --------------------------------------------- | ---- | -------- |
| 加古川駅       | -        | 0.0      | 西日本旅客鉄道： 山陽本線（JR神戸線）(JR-A79) | ∨    | 加古川市 |
| 日岡駅         | 2.3      | 2.3      |                                               | ◇    | 加古川市 |
| 神野駅         | 2.5      | 4.8      |                                               | ◇    | 加古川市 |
| 厄神駅         | 2.6      | 7.4      |                                               | ◇    | 加古川市 |
| 市場駅         | 4.1      | 11.5     |                                               | ◇    | 小野市   |
| 小野町駅       | 2.2      | 13.7     |                                               | ｜   | 小野市   |
| 粟生駅         | 2.9      | 16.6     | 北条鉄道：北条線 神戸電鉄： 粟生線 (KB59)     | ◇    | 小野市   |
| 河合西駅       | 2.6      | 19.2     |                                               | ｜   | 小野市   |
| 青野ケ原駅     | 2.1      | 21.3     |                                               | ｜   | 小野市   |
| 社町駅         | 2.9      | 24.2     |                                               | ◇    | 加東市   |
| 滝野駅         | 3.1      | 27.3     |                                               | ｜   | 加東市   |
| 滝駅           | 1.1      | 28.4     |                                               | ｜   | 加東市   |
| 西脇市駅       | 2.8      | 31.2     |                                               | ◇    | 西脇市   |
| 新西脇駅       | 1.1      | 32.3     |                                               | ｜   | 西脇市   |
| 比延駅         | 2.3      | 34.6     |                                               | ｜   | 西脇市   |
| 日本へそ公園駅 | 1.5      | 36.1     |                                               | ｜   | 西脇市   |
| 黒田庄駅       | 2.4      | 38.5     |                                               | ｜   | 西脇市   |
| 本黒田駅       | 3.5      | 42.0     |                                               | ｜   | 西脇市   |
| 船町口駅       | 1.8      | 43.8     |                                               | ｜   | 西脇市   |
| 久下村駅       | 2.5      | 46.3     |                                               | ｜   | 丹波市   |
| 谷川駅         | 2.2      | 48.5     | 西日本旅客鉄道： 福知山線                     | ｜   | 丹波市   |

加古川駅と西脇市駅が直営駅であり、それ以外の各駅は無人駅である。
日岡駅 - 神野駅間、厄神駅 - 市場駅間で新駅設置の構想がある。

### 廃駅
（　）内は加古川駅起点の営業キロ。
- 播鉄中津停留場：1921年休止、加古川駅 - 日岡駅間（約1.2km）
- 釣橋駅：1943年廃止、日岡駅 - 神野駅間 (3.7km)
- 粟島停留場：1921年休止、粟生駅 - 河合西駅間
- 喜多駅：1943年廃止、黒田庄駅 - 本黒田駅間 (39.2km)

### 過去の接続路線
- 加古川駅：高砂線
- 厄神駅：三木鉄道三木線
- 野村駅（現在の西脇市駅）：鍛冶屋線